# Josef van Endert
Josef (Joseph) Hubert van Endert, Pseudonym Josephus Hubertus Clericus (* 22. Januar 1834 in Kaiserswerth, Landkreis Düsseldorf; † 13. Mai 1885 in Münster), war ein deutscher katholischer Theologe, Religionspädagoge, Schulrat und Publizist.

## Leben
Josef van Endert war Kind einer katholischen Familie aus Kaiserswerth. Sein Vater Peter (1801–1855), ein Tuchhändler, war im flämischen Lommel geboren und hatte 1831 in Kaiserswerth seine Mutter Anna Caroline Webers (1810–1858) geheiratet. Drei seiner Geschwister ergriffen geistliche Berufe, darunter seine Schwester Catharina Carolina van Endert (1840–1911), die als Mutter Willeyka im Orden der Armen-Schwestern vom heiligen Franziskus Führungsfunktionen wahrnahm. Nach dem Besuch des Gymnasiums in Düsseldorf studierte er von 1852 bis 1855 Theologie in Münster und Bonn. 1856 wurde er zum Priester geweiht. Danach begann er als Kaplan und Lehrer an der Höheren Bürgerschule in Zons am Rhein zu wirken. 1859 promovierte er zum Dr. theol. an der Universität Tübingen. Anschließend war er Religionslehrer am Gymnasium in Münstereifel, ab 1860 Religionslehrer, später Oberlehrer, am Gymnasium an der Apostelkirche in Köln. 1864/1865 übernahm er von Friedrich Baudri die Herausgabe des Organs für christliche Kunst. Dieses Blatt stellte im Zuge des Kulturkampfs 1873 sein Erscheinen ein. In der Frage der Unfehlbarkeit des Papstes, die im Zuge des Ersten Vatikanischen Konzils auf die Tagesordnung gekommen war, gehörte Josef van Endert zu den bekennenden Parteigängern Ignaz von Döllingers, welcher die Infallibilität des Papstes bestritten hatte. 1875/1876 wurde er Regierungs- und Schulrat bei der Regierung Münster und Mitglied des Provinzial-Schul-Kollegiums.

## Veröffentlichungen (Auswahl)
- als Josephus Hubertus Clericus: Perlen im Sande. Charakterbilder vom Niederrhein aus der Volksschicht. Aus dem Leben, ein Spiegel für’s Leben. Kirchheim, Mainz 1857 (= Trösteinsamkeit 11).
- Heimchen am katholischen Herde. 3 Bände, Köln, Neuss 1859: Band 1: Studentenleben, ein Gemälde voll Hell und Dunkel; Band 2.1: Gymnasialleben; Band 2.2: Universitätsleben.
- De actionibus Dei internis et externis. Dogmatische Preisschrift.
- De opinionis probabilis usu ad efformandum dictamen conscientiae. Köln 1859, ethische Preisschrift.
- als Herausgeber und Redakteur: Katholischer Volkskalender für die Jahre des alten und neuen Heils. Jahrgänge 19–22. Köln, Neuss 1859–1862.
- als Herausgeber und Redakteur: Kalender für das katholische Volk. DuMont-Schauberg, Köln.
- als Herausgeber, Redakteur und Autor: Organ für christliche Kunst. DuMont-Schauberg, Köln  1865–1873 (Jahrgänge 15–23).
- Die Prometheus-Sage im Lichte der Offenbarung betrachtet. Köln 1865, Schulprogr.
- Geschichten aus dem Volk. Ausgewählte Erzählungen. Sonderegger, St. Gallen 1869.
- als Mitarbeiter: Lesebuch für die Oberklassen katholischer Volksschulen. Im Auftrag des Provinzial-Schul-Kollegiums, 2. Auflage, Crüwell, Dortmund 1877; 3. Auflage Crüwell, Dortmund 1882.
- Die Errichtung von Kinder-Bewahr-Anstalten in der Provinz Westfalen. Dortmund 1879, Denkschrift im Auftrag des Provinzial-Schul-Kollegiums.
- Gütersloher Hauschoralbuch. (Sammlung weltlicher und geistlicher Lieder).